# Sussac
Sussac este o comună în departamentul Haute-Vienne din centrul Franței. În 2009 avea o populație de 354 de locuitori.

## Evoluția populației
| An        | 1975 | 1982 | 1990 | 1999 | 2006 | 2009 |
| --------- | ---- | ---- | ---- | ---- | ---- | ---- |
| Populație | 560  | 471  | 427  | 368  | 355  | 354  |